# Observação de cetáceos

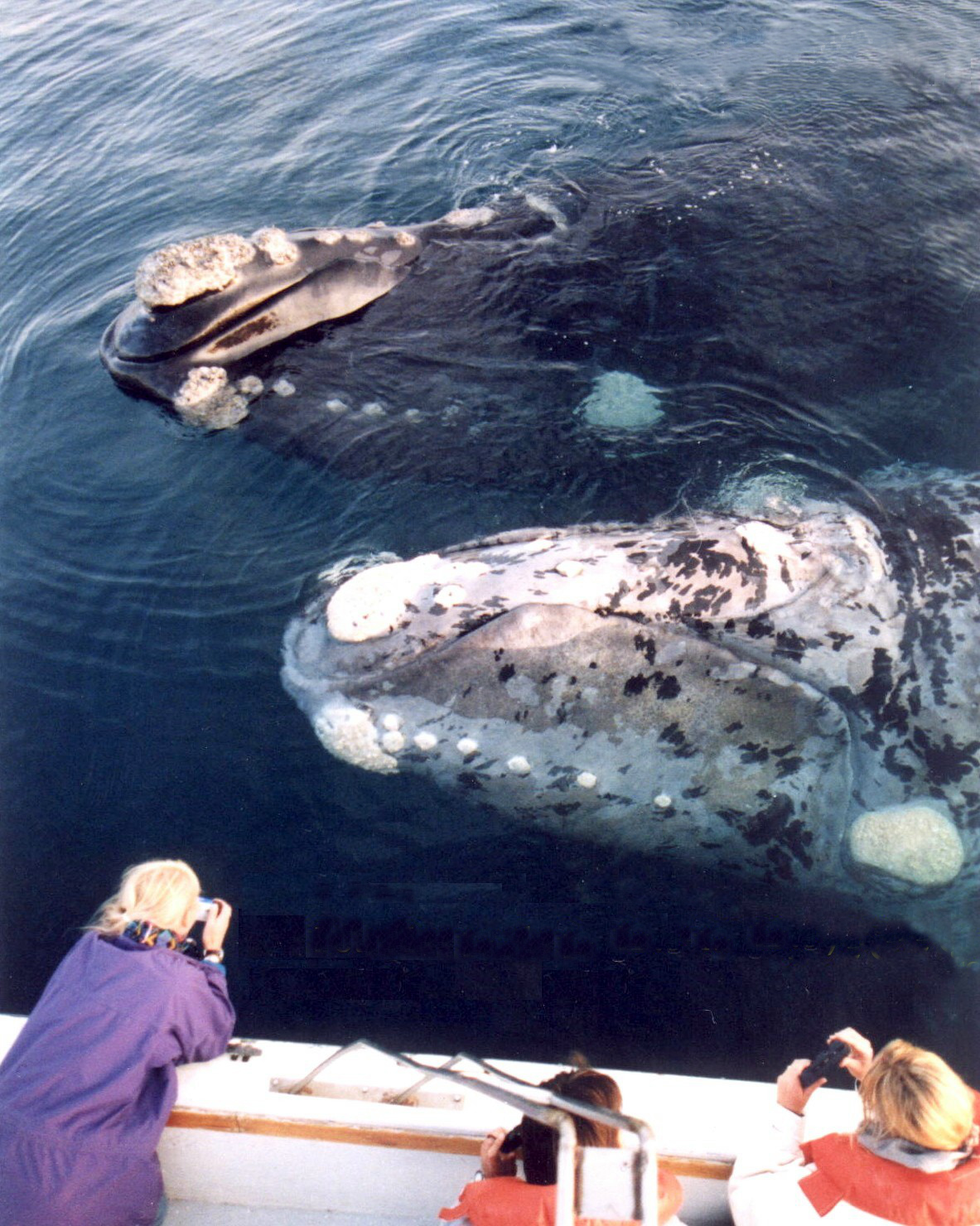
Observação de cetáceos

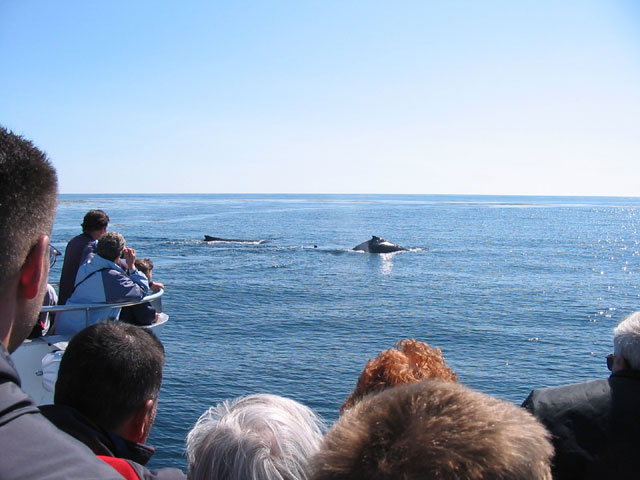
Observação de baleias em Maine.

A observação de cetáceos é a prática da contemplação de baleias e outros cetáceos em seu habitat natural. Com fins recreativos, tais animais são observados de forma similar à pratica de observação de aves. Essa atividade, contudo, também pode ser executada para fins científicos ou razões pedagógicas. O tamanho e o rápido crescimento desta indústria tem suscitado complexos debates com a indústria da caça de baleias sobre o melhor uso destas como um recurso natural.

## História
A observação de cetáceos como uma atividade organizada remonta a 1950, quando o Monumento Nacional Cabrillo de San Diego foi declarado lugar público para a observação da baleia cinza.
Em 1955,  começou a cobrar-se uma quota de US$1 por viagem para ver as baleias a se aproximar  da costa.
O espetáculo ganhou popularidade, atraindo cerca de 10 000 visitantes em seu primeiro ano. Esta indústria expandiu-se por toda a costa ocidental dos Estados Unidos na década seguinte.
Em 1971, a Sociedade Zoológica de Montreal iniciou atividades de promoção da observação de cetáceos na parte oriental de América do Norte oferecendo excursões no rio San Lorenzo para avistar baleias-comuns e brancas.
Ao fim da década de 1970, a da indústria multiplicou-se graças às operações na Nova Inglaterra. Em 1985, viajaram mais visitantes para ver cetáceos da Nova Inglaterra que na Califórnia. Este rápido crescimento nessa localidade foi atribuído à relativa densidade populacional de baleias jubarte, cujo comportamento acrobático, como os saltos para fora da água, eram muito mais chamativos aos espectadores.
Ao longo das décadas seguintes, a observação de cetáceos cresceu em todo mundo. Em 1998, Erich Hoyt levou a cabo o maior estudo sistemático de observação de cetáceos e concluiu que as viagens para observação de baleias estavam disponíveis em 87 países de todo mundo, com mais de 9 milhões de participantes (uma indústria milionária que precisa de grande infraestrutura, como alojamento, restaurantes e transporte), movimentando mais de um bilhão de dólares. Sua estimativa para o ano 2000 foi de 11,3 milhões de participantes, com uma receita de U$1,4 bilhões.